# 화형식

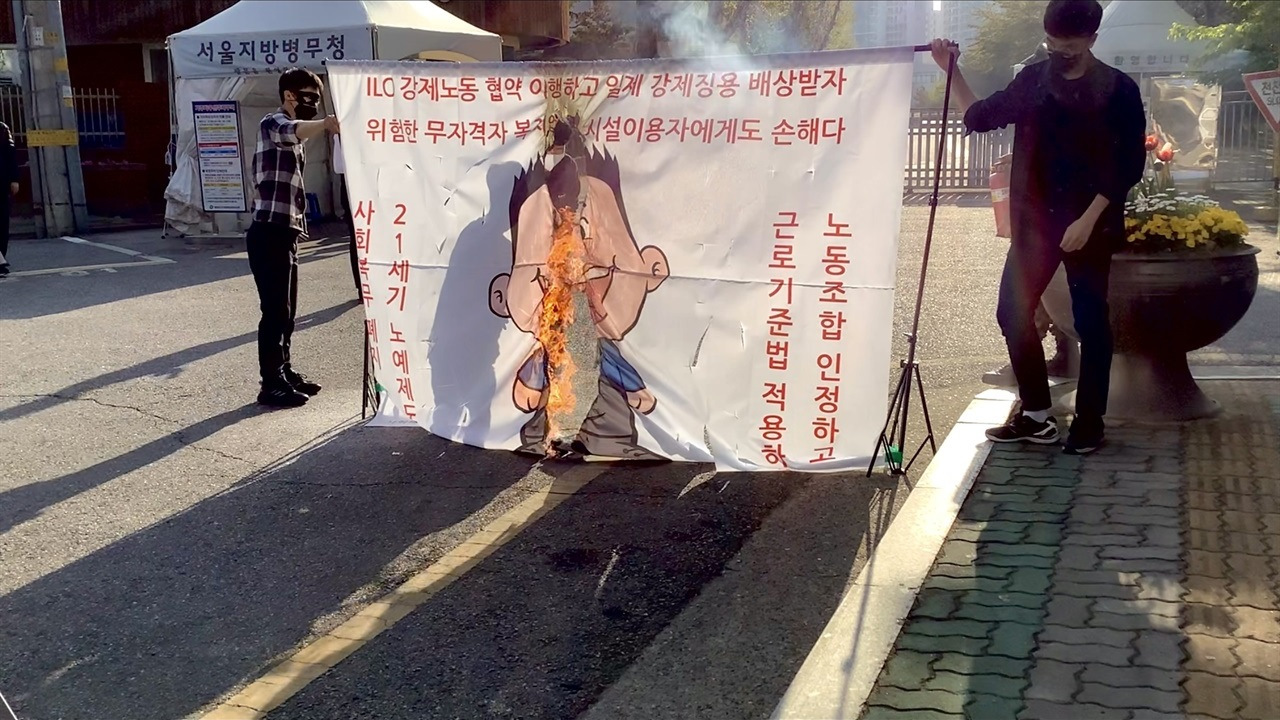
2022년 4월 20일, 대한민국에서의 화형식 시위. 이 시위는 대한민국의 징병제에 의한 사회복무요원에 대한 문제점과 관련된 데모이자, 대한민국의 징병제에 대한 반대와 관련된 시위이다.

화형식(火刑式)은 본래 화형을 행하는 의식을 뜻한다. 그러나 시위운동의 일환으로서 그 대상물(국기 등)이나 대상 인물의 모형을 불에 태우는 행위를 일컫기도 한다. 그러한 경우 보통은 과격 시위로 인식되며, 사회와 언론의 관심을 끌기 위함을 그 목적으로 하는 경우가 많다고 알려져 있다.

## 같이 보기
- 연소